# Chicago Forty
Chicago Forty war eine US-amerikanische Automarke.

## Markengeschichte
Louis W. Friedberg war bis 1909 an der Cornish-Friedberg Motor Car Company beteiligt. Er setzte deren Produktion von Automobilen in Chicago in Illinois fort. Der Markenname lautete Chicago Forty. 1909 war das einzige Produktionsjahr. Eine Quelle vermutet, dass Friedberg vorhandene Teile zu Fahrzeugen montierte.

## Fahrzeuge
Das einzige Modell hatte einen Vierzylindermotor. Er leistete 35 PS. Die Motorleistung wurde über eine Kardanwelle an die Hinterachse übertragen. Das Fahrgestell hatte 290 cm Radstand.